# Werra
De Werra, een rivier in Duitsland, is de oostelijke en tevens langste bronrivier van de Wezer. De rivier ontspringt in het Thüringer Woud en verenigt zich na 292 km bij Hann. Münden met de Fulda.
De bron van de Werra bevindt zich aan de zuidkant van de Eselsberg, een berg die zich bevindt op de plaats waar het Thüringer Woud in enge zin overgaat in het Thüringer Leisteengebergte. Iets zuidoostelijker bevindt zich op de flanken van de Blessberg een "concurrerende" bron. Het riviertje dat hier ontspringt draagt de naam Saar.
De Werra stroomt in hoofdzaak in noordwestelijke richting en scheidt daarbij het Thüringer Woud in het noordoosten van de Rhön in het zuidwesten. De grootste plaatsen die de rivier onderweg naar Hann. Münden aandoet zijn Meiningen en Eschwege.
Het 16e-/17e-eeuwse Werra-aardewerk is naar de rivier genoemd, omdat in deze regio de voornaamste productie van dit type aardewerk plaatsvond.
Langs de rivier loopt de voor fietsers bewegwijzerde Werratal-Radweg.

## Bekende bruggen
- Georgsbrücke (Meiningen), de oudste nog bestaande brug uit gewapend beton van Duitsland, uit 1899
- Werrabrücke Vacha, middeleeuwse stenen brug met 14 bogen
- Werrabrücke Creuzburg, stenen brug met 7 halcirkelvormige bogen uit 1223
- Werratalbrücke Hörschel, voorspanbetonbrug met 13 overspanningen van samen 732 m, voor de Bundesautobahn 4
- Werratalbrücke Hedemünden, twee parallelle bruggen voor Bundesautobahn 7 en de hogesnelheidslijn Hannover–Würzburg

- Gemeinsame Normdatei: 4065651-2
- Library of Congress Control Number: sh94001895
- Nationale Bibliotheek van Israël: 987007566034605171
- Virtual International Authority File: 236807293